# جام ملت‌های اقیانوسیه ۲۰۱۶
جام ملت‌های اقیانوسیه ۲۰۱۶ دهمین دوره از مسابقات جام ملت‌های اقیانوسیه بود که توسط کنفدراسیون فوتبال اقیانوسیه برگزار شد. در پایان مسابقات تیم ملی فوتبال نیوزیلند برای پنجمین بار به مقام قهرمانی رسید.